# Samisk utviklingsfond
Samisk utviklingsfond är en tidigare norsk fond.
Samisk utviklingsfond inrättades 1975 för att främja verksamhet av särskild kulturell, social och ekonomisk vikt för den samiska befolkningen och samiska bosättningsområden. Fonden styrdes och förvaltades av Norsk Sameråd. Så småningom inrättades en egen styrelse för fonden, benämnd Samisk næringsråd. Fonden och dess kansli överfördes till Sametinget 1989.
Fonden är i formell mening upplöst och den verksamhet den bedrivit är sedan januari 2009 integrerad i norska Sametingets verksamhet. De ekonomiska ramarna för verksamheten fastställs på årlig basis i Sametingets budget och fördelning av medel sker enligt Sametingets tilskuddsordninger til næringsutvikling (STN).

## Verksamhet
Bidrag lämnas efter ansökan till näringsbaserade projekt, affärs- eller produktutvecklingsverksamhet, marknadsföringsverksamhet och investeringar. Det lämnas också bidrag till samisk renskötsel och kompetensutveckling inom renskötsel och traditionella samiska näringar.

## Geografiskt område
Stödområdet kallades fram till 2009 för SUF-området och benämns nu STN-området. Det utgörs av kommuner och områden norr om Saltfjellet. Nedanstående kommuner ingår:
Sør-Varanger, Unjarga - Nesseby, Deatnu - Tana, Gamvik, Gratangen, Hamarøy, Lebesby, Karasjohka - Karasjok, Porsanger Porsángu Porsanki, Nordkapp, Måsøy, Kvalsund (dåvarande), Loppa, Alta, Guovdageaidnu - Kautokeino, Kvænangen, Gáivuotna - Kåfjord, Storfjord, Lyngen, Sørreisa, Lavangen, Skånland, Tromsø, Evenes, Tysfjord (dåvarande) och Narvik.
Dessutom omfattas den samiska befolkningen i Senja kommun. Detsamma gäller den samiska befolkningen i Sørsameområdet, som består av kommunerna Rana och Rødøy i Nordland fylke och söderut, hela Trøndelag fylke, samt Engerdals kommun i Innlandet fylke.
I vissa kommuner är det bara delar av kommunen som är inom området. Det gäller kommunerna Alta, Evenes, Hamarøy, Lebesby, Måsøy, Narvik, Nordkapp, Sørreisa, Sør-Varanger och Tromsø.